# 尼古拉·米哈伊洛夫 (足球运动员)
尼古拉·米哈伊洛夫（1988年6月28日—）出生在保加利亞首都索菲亞，是一名保加利亞國家足球員，曾為川迪門將。

## 家庭
米哈伊洛夫的父親是代表保加利亞上陣最多次的球員以及現任保加利亞足球聯會主席鮑里斯拉夫·米哈伊洛夫。米哈伊洛夫的外祖父比薩·米哈伊洛夫（Бисер Михайлов）亦曾在1960年代出任索菲亞利夫斯基的門將。 

## 生涯
米哈伊洛夫的足球生涯在索菲亞利夫斯基開始，不過他在比賽中表現並不優秀，尤其是他在2006年10月31日對雲達不來梅的歐聯賽事的失誤，引起了認為米哈伊洛夫的潛力受到其父親影響的索菲亞利夫斯基支持者的不滿。2007年6月，他差點轉投費倫天拿，最終他轉投利物浦並與其簽訂三年合約，並附加續約兩年的條款。然而，據7月4日的報導指，他轉會的事宜出現問題，並正設法取得英國工作證。
由於利物浦購入查理斯·伊坦積以及本身已有的正選門將荷西·連拿，使到米哈伊洛夫不可能有任何正選的機會，他於是被外借至川迪達一年。
他在川迪需要與桑達·保舒加和施斯·柏奧維競逐正選位置。2008年，他的借用期被延長至2008/09球季結束。
2008年8月27日，他在阿聯酋球場對阿仙奴的歐聯外圍賽第三輪的第二回合賽事中首次代表川迪上陣，球隊最終以0-4不敵對手。2008年8月30日，他在對洛達的賽事中首次聯賽上陣。2009年3月14日，他在對威廉二世的賽事中第二次代表球會在聯賽上陣並踢足90分鐘及領到一面黃牌，不過他仍能保持不失球協助球隊以2-0作客勝出。2009年7月29日，由於桑達·保舒加在歐聯外圍賽第三輪的首回合對士砵亭的賽事進行至27分鐘時領紅被逐，使米哈伊洛夫入替了中場堅尼夫·佩雷斯，隨後他更擋出了祖奧·莫天奴的十二碼並作出數次關鍵撲救，協助球隊以0-0戰平對手。他在次回合對士砵亭的賽事雖然踢足90分鐘，不過球隊防線最終於完場前最後一分鐘失守，使士砵亭憑籍作客入球而晉級。

## 國際賽
米哈伊洛夫於2006年5月在日本對蘇格蘭的麒麟盃賽事中首次代表保加利亞上陣，球隊最終以1-5落敗。2009年8月12日，他在對拉脫維亞的賽事中踢足90分鐘，他在賽事下半場擋開了維塔利伊斯·阿斯塔夫耶夫斯的射門，使球隊最終以1-0勝出。2009年10月10日，他取代受傷的迪米塔爾·艾雲哥夫在對塞浦路斯的2010年世界盃外圍賽中上陣。

## 私生活
米哈伊洛夫過去曾與2006年度玩伴女郎保加利亞人妮高莉達·洛扎諾娃（Николета Лозанова）約會。

## 生涯
| 球會           | 球季     | 聯賽 | 聯賽 | 盃賽 | 盃賽 | 歐洲賽 | 歐洲賽 | 合計 | 合計 |
| 球會           | 球季     | 上陣 | 入球 | 上陣 | 入球 | 上陣   | 入球   | 上陣 | 入球 |
| -------------- | -------- | ---- | ---- | ---- | ---- | ------ | ------ | ---- | ---- |
| 索菲亞利夫斯基 | 2004-05  | 1    | 0    | 1    | 0    | 0      | 0      | 2    | 0    |
| 索菲亞利夫斯基 | 2005-06  | 6    | 0    | 0    | 0    | 1      | 0      | 7    | 0    |
| 索菲亞利夫斯基 | 2006-07  | 5    | 0    | 0    | 0    | 1      | 0      | 6    | 0    |
| 合計           | 合計     | 12   | 0    | 1    | 0    | 2      | 0      | 15   | 0    |
| 利物浦         | 2007-08  | -    | -    | -    | -    | -      | -      | -    | -    |
| 川迪（借用）   | 2007-08  | 0    | 0    | 0    | 0    | 0      | 0      | 0    | 0    |
| 川迪（借用）   | 2008-09  | 1    | 0    | 1    | 0    | 1      | 0      | 3    | 0    |
| 總計           | 總計     | 1    | 0    | 1    | 0    | 1      | 0      | 3    | 0    |
| 生涯總計       | 生涯總計 | 13   | 0    | 2    | 0    | 3      | 0      | 18   | 0    |

## 外部連結
- （英文）Official Liverpool profile
- 足球数据库：尼古拉·米哈伊洛夫的球员统计数据
- （荷兰文） 米哈伊洛夫介紹
- （保加利亚文） 米哈伊洛夫介紹 @ Levski.bg